# Zyginopsis leveri
Zyginopsis leveri är en insektsart som först beskrevs av Evans 1948.  Zyginopsis leveri ingår i släktet Zyginopsis och familjen dvärgstritar. Utöver nominatformen finns också underarten Z. l. kraussi.